# Ctenus calzada
Ctenus calzada är en spindelart som beskrevs av Alayón 1985. Ctenus calzada ingår i släktet Ctenus och familjen Ctenidae.
Artens utbredningsområde är Kuba. Inga underarter finns listade i Catalogue of Life.